# 粉川真一
粉川 真一（こかわ しんいち、1975年4月15日 - ）は、日本のアナウンサー。宮崎放送 (MRT) 報道制作局アナウンス部 アナウンス担当部長。
立川らく生という落語家の一面も持つ。

## 人物・来歴
三重県津市出身。高田高等学校在籍中に、「NHK杯全国高校放送コンテスト」や「NHK青春メッセージ」などで多数全国入賞し、亜細亜大学経済学部へ一芸一能推薦で進学。卒業後は1999年にMRT宮崎放送に入社する。
テレビ『MRTニュース Next』『イブニングニュース』など長きにわたり報道キャスターを務め、キャスター在任中は鳥インフルエンザ、口蹄疫、新燃岳噴火、東日本大震災などの取材にあたる。また、テレビ情報番組『生スタ955』『アッパレMiyazaki』のMCや、ラジオ番組『土曜に乾杯』『くらしのレーダー』などのパーソナリティを担当。ラジオでは、リスナーから「こかちゃん」という愛称で呼ばれている。
2002年、全国のアナウンサーの大会である第27回アノンシスト賞 (CM部門) にて全国大会優秀賞、九州沖縄大会最優秀賞を受賞。
2003年5月、ニッポン放送『長渕剛のオールナイトニッポン～今夜もバリサン』の中で台風中継を務める。当初1分ほどの中継出演だったが、長渕から話しかけられ、小学生時代からの長渕愛を10分近く話し、その年の年末に長渕と念願の初対面を果たす。
2007年、ラジオ『こかちゃんみっちゃんのGOGOワイド』が、平成19年度日本民間放送連盟 (民放連) ラジオ生ワイド部門にて「連盟賞」を受賞。
2008年、防災士の資格（日本防災士機構認定）を取得。MRT・NHK・FM宮崎による『3局合同防災ラジオ特番』などの防災関連番組。防災イベントでのコーディネーターやパネラーとしても出演。また、2014年以降は、宮崎公立大学で防災士養成講座「自然災害と防災・減災」の講師も務めている。
2016年から毎年、国際トライアスロン連合（ITU)世界大会の一つである、ITUトライアスロンW杯（宮崎大会）の実況を担当。
2017年6月、第42回JNNアノンシスト賞 (テレビ読みナレーション部門) にて全国大会優秀賞受賞（1位タイ）。
2022年7月、なぞかけ漫談のねづっちを訪問。以前よりMRTテレビ『わけもん』内の食レポ後、メニューにちなんだなぞかけを披露するたびに「こかっちです！」とパロディで真似ていたことを告白し、ねづっちから公認をもらう。

## 落語家として
大学時代は落語研究会に所属し第30代会長になる。第4回全国大学生落語選手権3位入賞（東京・銀座）。1996年に落語家・立川志らく主宰の「らく塾」に一期生として入門。1999年3月に志らくの客分の弟子となり「立川 らく生（たてかわ らくしょう）｣となる。MRTアナウンサーのかたわら、宮崎で落語会などが開かれると、アマチュア落語家として高座に上がることもある。
2006年4月からMRTラジオ『立川らく生の笑いの殿堂』を企画、制作、出演。放送700回を超える老舗番組になる。
「ひむかの国こども落語全国大会」（宮崎県日向市 日向市文化交流センター）の第1回（2009年8月）から司会を務めており、軽妙な語りで好評を得ている。
2009年10月12日、東西の人気落語家26名が集結して宮崎で初開催された『大宮崎落語祭』では、局アナとして司会を担当した後、立川らく生として落語も一席披露した。
2013年8月、第19回宮崎映画祭にて、映画「立川談志」上映会の司会を担当。このイベントのトークゲスト立川志らくと共演を果たす。
2017年10月、MRTてらす寄席にて、三遊亭楽生との二人会「らくしょう二人会」を開催。

## 担当番組

### テレビ
- Check! (金曜)
- わけもん!! ※「わけもん推し麺クラブ」コーナー出演
- MRTニュース

### ラジオ
- フレッシュAMもぎたてラジオ（毎週月火8時30分～11時55分）
- 夕刊ラジオ･ナイスキャッチ（毎週水曜17:50～）
- 立川らく生の笑いの殿堂（毎週日曜18時30分～）
- ラジオうたまつり情報（毎週土曜7時～）
- MRTニュース

### ステージ（司会者）
- MRTラジオうたまつり（MRTミック・ダイヤモンドホールほか）

### スポーツ
- ITUワールドカップトライアスロン宮崎大会(エリート男女 2016.2017.2018.2019.2022.2023.2024実況)
- 全国高校野球選手権宮崎県大会 決勝（実況）
- 全国高校ラグビー宮崎県大会 決勝（実況）

## 過去の担当番組

### テレビ
- MRTニュース Next
- あるあるセブン
- MRT The NEWS
- MRTイブニング・ニュース
- アッパレ!miyazaki
- 生スタ955
- チャイム 〜のびよ!宮崎の子どもたち〜
- まなびぴあみやざき

### ラジオ
- こかちゃん・ひらじゅんのGO!GO!ワイド
- こかちゃん・みっちゃんのGO!GO!ワイド
- スーパーワイド・バリッと朝!
- おやこHappyラジオ
- 愛ランドみやざき
- 宮崎らーめん街道
- くらしのレーダー
- 土曜に乾杯!
- あの歌に逢いたい
- 今朝の元気ラジオがうまい
- 理恵ちゃん・こかちゃんの歌の宝石箱
- エイティーズNo.1
- メロディ列車で行こう
- みなみりさの恋鈴ラジオ

### スポーツ
- 宮崎女子ロードレース(実況)
- JBVツアー2009ビーチバレー宮崎大会(実況)
- スポレクみやざき2009開会式(実況)

## その他
- 「MRTラジオうたまつり」「花山手ふれあい歌謡ライブ」など様々な歌謡ショーで、五木ひろし、島倉千代子、氷川きよし、前川清、水森かおり、堀内孝雄、伍代夏子、大月みやこほか、数多くの大御所演歌歌手の司会を担当。また、演歌番組も長年担当し、演歌・歌謡曲には詳しい。
- 同郷である三重県出身の歌手・西野カナの大ファン。ラジオ番組でカナやんネタをよく話す。2016年に福岡で、念願の初対面を果たしたことをラジオ番組で明かした。2024年10月11日には、文化放送フライデープレミアム（東京のラジオ局・文化放送の年度下半期特番枠）『西野カナ 活動再開記念特番 Love Again!』に男性ファン代表としてゲスト出演した。
- Twitterによると、ピン芸人の中津川弦（マセキ芸能社所属）は、亜細亜大学落語研究会時代の弟子にあたり、現在も交流がある。